# Делфин дьо Виган
Делфин дьо Виган (на френски: Delphine de Vigan) е френска сценаристка, режисьорка и писателка на бестселъри в жанра биографичен роман. Писала е и под псевдонима Лу Делвиг (Lou Delvig). Делфин дьо Виган живее със семейството си в Париж, Франция.

## Биография и творчество
Делфин дьо Виган е родена на 1 март 1966 г. в Булон Биянкур, Париж, Франция. Учи в Център за приложни литературни и научни изследвания. След дипломирането си работи на няколко временни места, а после като ръководител на социологически институт до 2007 г.
През 2001 г. е издаден под псевдоним първият ѝ роман „Jours sans faim“ (Дни без глад), в който представя историята на млада жена и борбата ѝ с анорексията въз основа на собствения си опит. През 2007 г. е издаден романът ѝ „No et moi“ (Не и аз). Той е удостоен с наградата „Ротари“ през 2009 г. и е екранизиран през 2010 г. в едноименния филм с участието на Джули-Мари Парментие и Нина Родригес. Романът ѝ от 2009 г. „Les Heures souterraines“ (Подземните часове) е екранизиран също в едноименния филм през 2015 г.
През 2011 г. е издаден известният ѝ роман „Силна е нощта“. В нея тя описва обикновената и необикновена история на нейната майка Люсил Поарие, която страда от биполярно разстройство. Книгата става международен бестселър и получава 4 награди – Наградата на книжарниците FNAC, Наградата „Франс Телевизион“, Наградата „Ренодо за студенти“ и Голямата награда на читателките на сп. „Ел“. Издаден е в повече от 20 страни по света. През 2013 г. режисира първият си филм, романтична любовна комедия „À coup sûr“ (Наистина) с участието на Лоранс Арне и Ерик Елмонино. Романът ѝ „D'après une histoire vraie“ (Въз основа на истинска история) от 2015 г. е удостоен с литературните награди „Ренодо“ и „Гонкур за студенти“. Екранизиран е от режисьора Роман Полански във филм с участието на Ева Грийн и Еманюел Сене.

## Произведения

### Самостоятелни романи
- Jours sans faim (2001) – като Лу Делвиг
- Un soir de décembre (2005)
- No et moi (2007)
- Sous le manteau (2008)
- Les Heures souterraines (2009)
- Rien ne s'oppose à la nuit (2011) – награда „Ренодо за студенти“
Силна е нощта, изд.: ИК „Колибри“, София (2013), прев. Росица Ташева
- D'après une histoire vraie (2015) – награда „Ренодо“, награда „Гонкур за студенти“
По действителен случай, ИК „Колибри“ (2017), прев. Росица Ташева
- Les Loyautés (2018)
- Les Gratitudes (2019)

### Сборници
- Les Jolis Garçons (2005)

### Сценарии
- Tu seras mon fils (2011)

### Екранизации
- 2010 No et moi – по романа
- 2011 Tu seras mon fils – сценарий
- 2014 À coup sûr – сценарий, диалог и режисура
- 2015 Les heures souterraines – ТВ филм, по романа
- 2016 Damocles – ТВ филм
- 2017 Based on a True Story – по романа „D'après une histoire vraie“